# Gerd Regitz
Gerd Regitz (* 3. Mai 1945) ist ein ehemaliger deutscher Fußballspieler.

## Karriere
Der Defensivspieler begann seine Karriere 1965 bei Borussia Neunkirchen. Er debütierte am 28. Januar 1966 in der Ligamannschaft bei der 0:3-Niederlage beim Hamburger SV. In seiner ersten Profisaison stieg Regitz mit der Borussia in die damals zweitklassige Regionalliga Südwest ab. Er kam auf 9 Einsätze für Neunkirchen. In der Saison 1966/67 gelang ihm mit seiner Mannschaft der direkte Wiederaufstieg in die Bundesliga. Auch in seiner zweiten Bundesligasaison konnte Regitz mit Neunkirchen die Klasse nicht halten. In dieser Saison kam er auf 29 Einsätze. Für Borussia Neunkirchen bestritt er 29 Bundesligaspiele und 6 Spiele im DFB-Pokal. Insgesamt kam er auf 38 Bundesligaspiele. Nach dem Abstieg spielte Regitz noch eine Saison in der Regionalliga Südwest. 1970 wechselte er zum VfB Stuttgart. Bei den Schwaben kam Regitz in den kommenden beiden Spielzeiten auf 28 Bundesligaeinsätze, in denen ihm sein einziger Bundesligatreffer gelang. Ebenfalls wurde er viermal im DFB-Pokal eingesetzt.